# Dépression de Grenade
La dépression de Grenade (espagnol : Depresión de Granada) est une entité géographique formée par une vallée totalement close en Andalousie, en Espagne. La rivière Genil parcourt la vallée à la sortie de la Sierra Nevada jusqu'à ce qu'elle traverse l'Infiernos de Loja. Au nord elle borde la comarca de Los Montes au sud de la Cordillera Subbética; au nord-oues ton trouve la Sierra de Loja et El Hacho; au sud-ouest la Sierra Gorda; au sud la Sierra de la Almijara; et à l'est la Sierra Nevada. C'est l'une des vallées qui forment le Surco Intrabético.
Les deux accès les plus faciles pour communiquer avec le monde extérieur sont le seuil entre la Sierra Nevada et la Sierra de la Almijara (Valle de Lecrín) et la gorge de la Genil dans l'Infiernos de Loja, qui sépare El Hacho de la Sierra Gorda. Elle s'étend de l'est vers l'ouest sur environ 65 km et atteint sa plus grande profondeur dans la partie est, et est la plus étroite quand elle arrive dans les Infiernos de Loja.

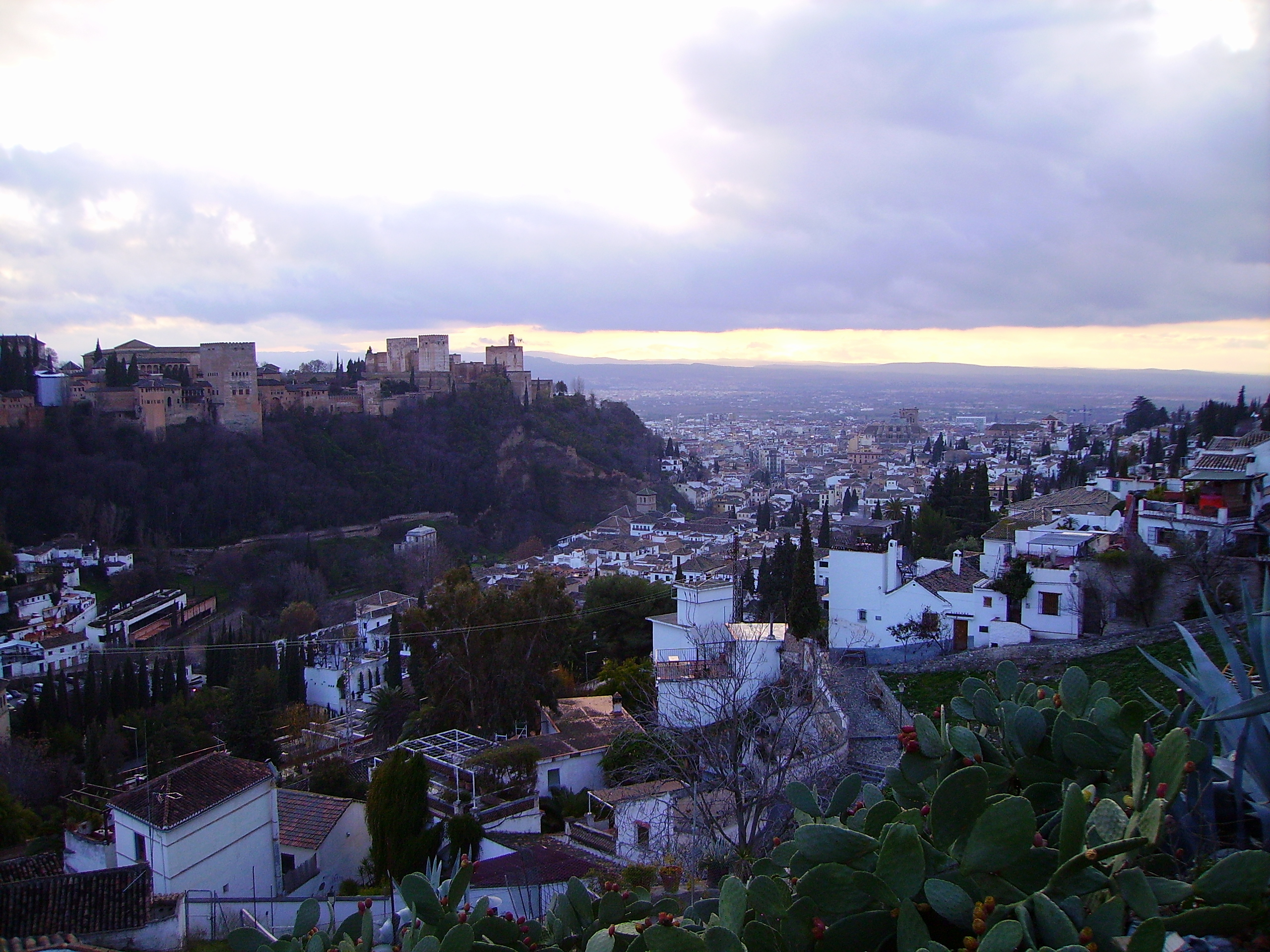
Vue de l'Alhambra à partir de l'Albaicín, avec au centre la ville de Grenade s'étalant en prolongement de la plaine de la dépression.